# Aechmea alegrensis
Espèce
Classification phylogénétique
Synonymes
- Ortgiesia alegrensis (W.Weber) L.B.Sm. & W.J.Kress

Aechmea alegrensis est une espèce de plante de la famille des Bromeliaceae, endémique du Brésil.

## Synonymes
- Ortgiesia alegrensis (W.Weber) L.B.Sm. & W.J.Kress[2].